# Койп (гора)
Койп — гора на Северном Урале, в хребте Поясовый Камень, высотой до 1087,5 метров. Название метафорическое: манс. койп – «барабан, бубен».
Коми название – Барабан Из (Из – «гора, камень»). Конусообразная гора действительно по форме напоминает барабан.
Русское название Копны образовано по принципу народной этимологии от наименования Койп.
По мансийской легенде, когда великаны-самоеды поднялись на Маньпупунёр, чтобы уничтожить вогульский народ, их вожак-шаман увидел перед собой Ялпингнёр — священную гору вогулов. В ужасе он бросил свой барабан, который упал на высокую коническую вершину Койп, поднимающуюся южнее Маньпупунёра, и все его спутники окаменели от страха и стали каменными истуканами Мань-Пупу-нёр.